# Baba Yetu
Baba Yetu (с суахили — «Отче наш») — песня авторства американского композитора Кристофера Тина. Создана в 2005 году по запросу дизайнера видеоигр Сорена Джонсона, бывшего соседа Кристофера по комнате в Стэнфордском университете, предложившего Тину написать композицию к игре Civilization IV. Первоначально песня была исполнена Роном Раджином совместно со студенческим хором Стэнфорда Стэнфорд Талисман. Но для издания в дебютном альбоме Тина «Calling All Dawns» была перезаписана и спета Роном Раджином на этот раз совместно с южноафриканской группой Soweto Gospel Choir.
В 2007 году «Baba Yetu» выпущена компанией Alfred Music, в 2011 была изменена Тином для исполнения хором а капелла с дополнительным ударным аккомпанементом.

## Награды

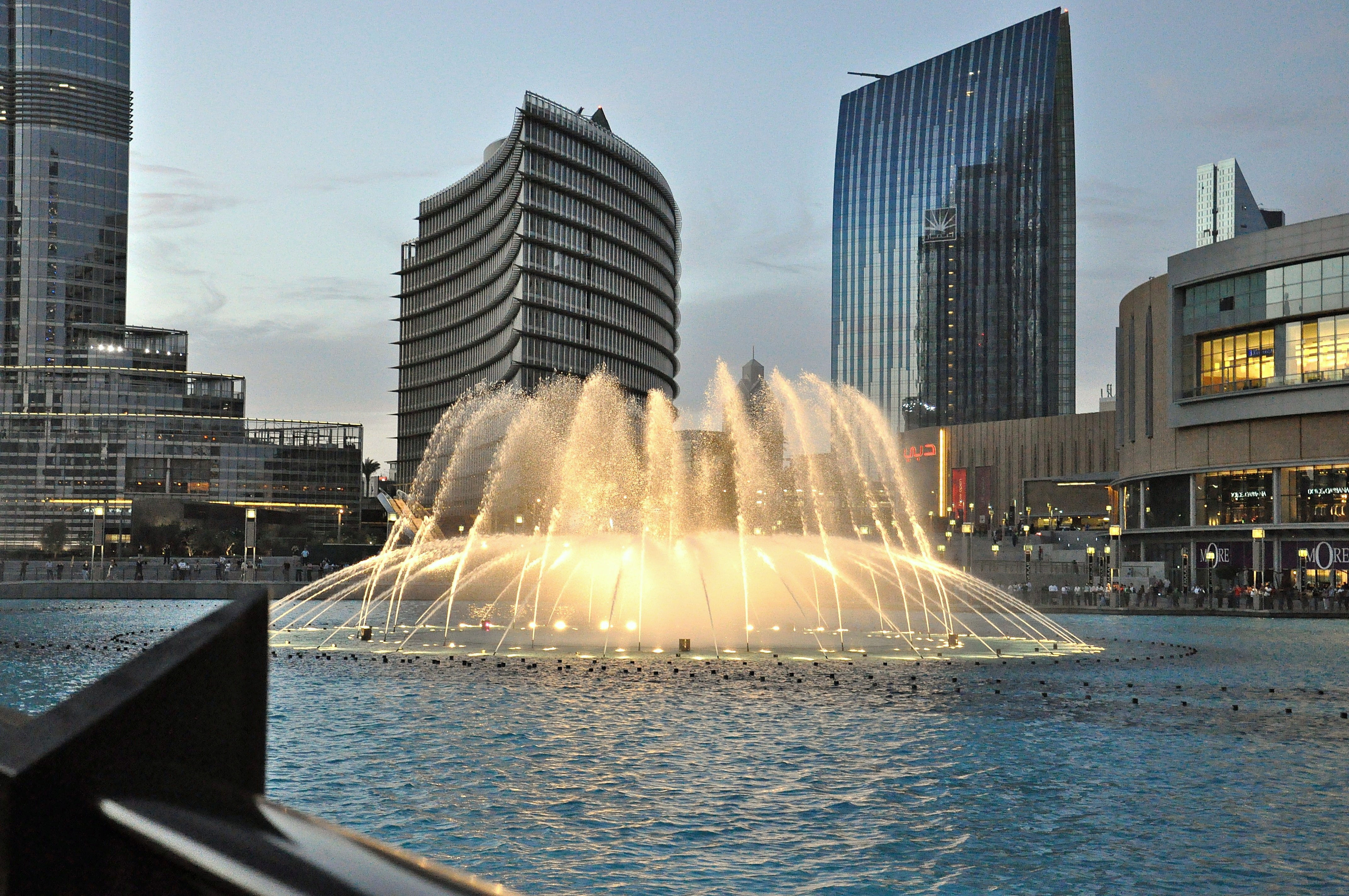
Песня служит звуковым оформлением к поющему фонтану в Дубае, что отчасти принесло ей известность

5 декабря 2010 года песня номинирована на 53-й церемонии вручения премии Грэмми в категории «Лучшая инструментальная аранжировка в сопровождении вокалистов», что делает её первой в истории компьютерных игр композицией, номинированной на эту премию. 13 февраля 2011 года «Baba Yetu» была объявлена победителем в своей категории, став первой композицией, созданной для компьютерной игры, завоевавшей Грэмми. Песня выиграла в двух номинациях на 10-й церемонии Independent Music Awards и получила две награды на Game Audio Network Guild в 2006 году.
Baba Yetu исполнялась на концертных площадках и различных мероприятиях по всему миру, включая такие места как Дубайский фонтан, Кеннеди-центр в Вашингтоне, Королевский фестивальный зал в Лондоне, Голливуд-боул, также прозвучала на новогоднем концерте шестьдесят седьмой сессии Генеральной Ассамблеи ООН.
«Baba Yetu» собрала огромное количество отзывов, более 20 рецензентов сделали её обзоры в IGN, GameSpy и GameShark.

## Перевод
Оригинал песни представляет собой молитву «Отче наш» на языке суахили.
| Суахили | Английский | Русский |
| --- | --- | --- |
| Baba yetu, Yetu uliye Mbinguni yetu, Yetu amina! Baba yetu Yetu uliye M jina lako e litukuzwe. Utupe leo chakula chetu Tunachohitaji utusamehe Makosa yetu, hey! Kama nasi tunavyowasamehe Waliotukosea usitutie Katika majaribu, lakini Utuokoe, na yule, muovu e milele! Ufalme wako ufike utakalo Lifanyike duniani kama mbinguni. Amina. | Our Father, who art in Heaven. Amen! Our Father, Hallowed be thy name. Give us this day our daily bread, Forgive us of our trespasses As we forgive others Who trespass against us Let us not fall in temptation, but deliver us from the evil one forever. Thy kingdom come, thy will be done On Earth as it is in Heaven. Amen. | Отче наш, сущий На небесах. Аминь! Отче наш, Да святится имя твое Дай нам сегодня хлеб насущный Прости нам Наши прегрешения как и мы прощаем тех, Кто грешит против нас. Не введи нас в искушение, но Избавь нас от лукавого навсегда. Да наступит Царство твое, да будет воля твоя На земле, как на небе. Аминь. |

## Кавер-версии
- В 2016 году британо-американский певец нигерийского происхождения Алекс Бойе совместно с BYU Men’s Choir записывает свою версию и музыкальное видео к «Baba Yetu»[13].